# أيستغاه بهرة برداري نرغسي (وحدتية)
أيستغاه بهرة برداري نرغسي (بالفارسية: ایستگاه بهره‌برداری نرگسی) هي قرية تقع في إيران في قسم وحدتية الريفي. يقدر عدد سكانها بـ 13 نسمة .